# Eloy Cavazos

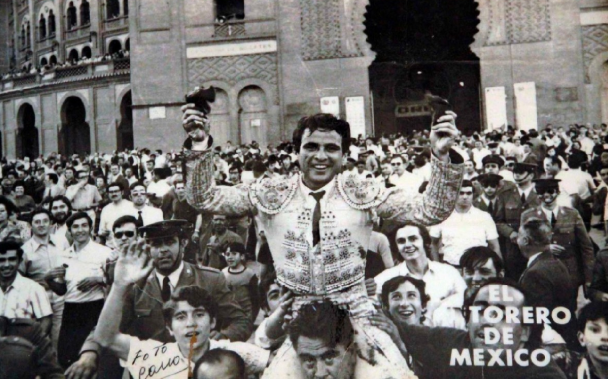
El matador Eloy Cavazos, triunfante y sonriente, es sacado en hombros por la Puerta Grande de Las Ventas en Madrid, rodeado de una multitud eufórica tras una faena histórica que lo consagró como 'El Torero de México

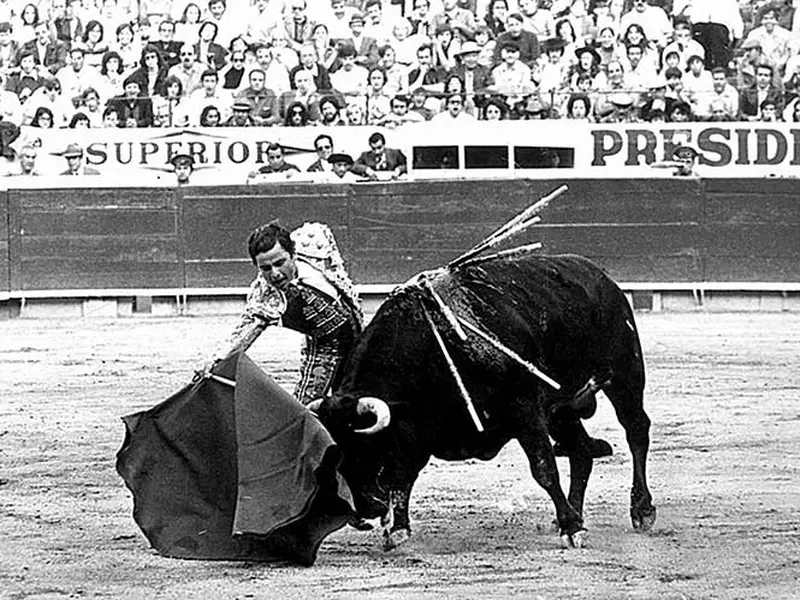
Eloy Cavazos ejecuta una majestuosa faena con la muleta, en plena conexión con el toro y el público, demostrando temple, arte y valor frente a los tendidos llenos

Eloy Cavazos (Eloy Américo Cavazos Ramírez) (n. Guadalupe, Nuevo León; 25 de agosto de 1949) es un matador de toros mexicano. Constituye junto a Lorenzo Garza y Manolo Martínez la trilogía de la tauromaquia en su estado.

## Biografía
Debuta como novillero el 12 de junio de 1966, en la Plaza México con el novillo de nombre "Trovador", de la ganadería de Santa Martha, y compartiendo cartel con Gonzalo Iturbe y Leonardo Manzanos. Cortó dos orejas.
Tomó la alternativa en la plaza de Monterrey el 28 de agosto de 1966 a la edad de 17 años y 3 días. Su padrino fue Antonio Velázquez y el testigo de la ceremonia Manolo Martínez. Se doctoró con el toro "Generoso", número 69 de la ganadería de San Miguel de Mimiahuapam.
Confirmó la alternativa en la Plaza México el 14 de enero de 1968 de manos de Alfredo Leal y ante el testimonio de Jaime Rangel, con el toro "Talismán" de la ganadería de Jesús Cabrera. Su confirmación en Las Ventas de Madrid tuvo lugar el 20 de mayo de 1971, llevando como padrino a Miguel Mateo "Miguelín" y Gabriel de la Casa como testigo con la res "Retoñito" de José Luis Osborne.
Se retiró por problemas físicos el 23 de mayo de 1985 en una encerrona de despedida en la plaza de Monterrey, una triunfal tarde en la que cortó diez orejas y cuatro rabos. Más tarde descubriría que sus problemas habían sido causados por una cisticercosis. Reapareció triunfalmente en la misma plaza el 13 de septiembre de 1987, sobreponiéndose a su enfermedad.
Se trata del torero que más apéndices había cortado hasta el año 2001. Es también el diestro que más corridas ha toreado en un día.
Se retiró el 16 de noviembre de 2008 en Monterrey cortando 4 orejas y 2 rabos.
Su récord de por vida como matador de toros es envidiable. Corridas de Toros: 1907; Orejas cortadas: 3974; Rabos cortados: 708; Patas cortadas: 9; Toros Indultados: 38; Alternativas concedidas: 62. Asimismo, durante su carrera sufrió 20 cornadas y 14 fracturas. Empresarios taurinos lo recuerdan por sus chantajes y amenazas de no salir a torear si no le entregaban más dinero de lo pactado, al observar las plazas a tope.